# Samir Lemoudaâ
Samir Lemoudaâ (en arabe : سمير لمودع) est un footballeur algérien né le 20 juillet 1981 à Chelghoum Laïd dans la wilaya de Mila. Il évoluait au poste de milieu défensif.

## Biographie
Samir Lemoudaâ évolue en première division algérienne avec les clubs de l'ES Sétif, du MSP Batna et du CA Bordj Bou Arreridj. Il dispute 59 matchs en inscrivant quatre buts en Ligue 1.

## Palmarès
ES Sétif
- Championnat d'Algérie (1) :
  - Champion : 2006-07.

- Coupe de l'UAFA (1) :
  - Vainqueur : 2006-07.